# علی العامری (بازیکن فوتبال اماراتی)
علی العامری (انگلیسی: Ali Al-Amri؛ زاده ۲۹ ژوئیه ۱۹۹۳) یک بازیکن فوتبال اهل امارات متحده عربی است.